# Idiotismo (lenguaje)
Un idiotismo es un giro idiomático que no sigue las reglas gramaticales generales de una determinada lengua, y posee un sentido adoptado de manera convencional. Los idiotismos suelen confundir a aquellos que no están familiarizados con ellos, generalmente hablantes no nativos. 
Algunos ejemplos en español son:
- a troche y moche
- a ojos vistas
- uno que otro
- a pies juntillas

En general proceden de frases hechas que se han deformado hasta volverse ininteligibles gramática o semánticamente. Debe distinguirse un idiotismo de aquellas frases hechas populares de uso metafórico o figurado que tienen sentido gramatical y lógico, como «rasgarse las vestiduras». 
La palabra idiotismo proviene del latín idiotismus, y este del griego ἰδιωτισμός, que significa "(expresión) propia de una lengua".